# Preveli

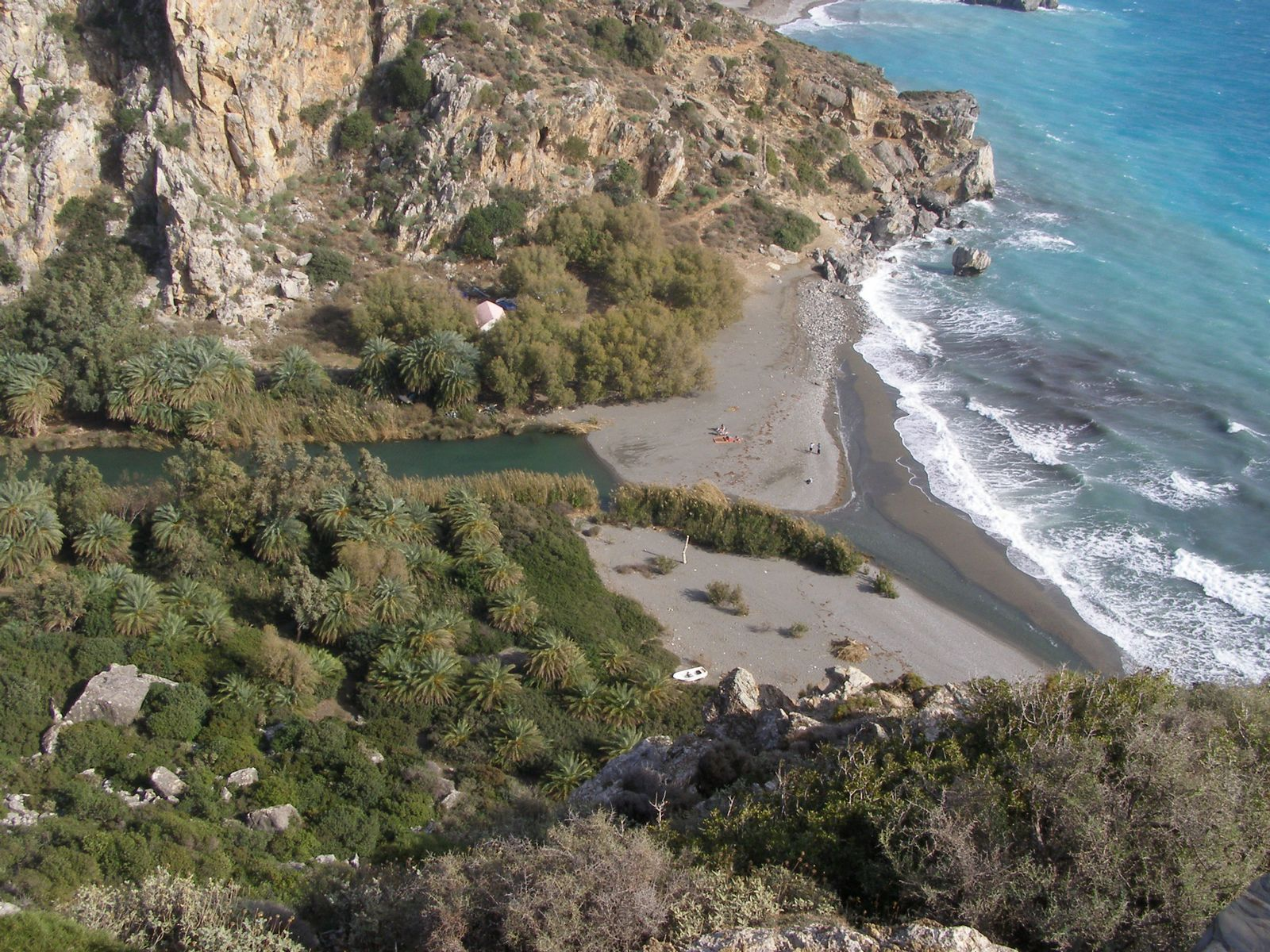
Vista da praia e palmeiral de Preveli e da foz do Curtaliótico

Preveli (em grego: Πρέβελη) é um local na costa sul da ilha de Creta, Grécia, célebre pelo seu mosteiro histórico com esse nome e pela praia de grande beleza natural, situada na desembocadura da garganta de Curtaliótico (ou de Asomatos), onde desagua o rio Grande (Megalos Potamós).
Administrativamente faz parte da unidade municipal de Foinicas, do município de Ágios Vasíleios e da unidade regional de Retimno. A praia encontra-se 12 km a leste de Plakiás, 40 km a leste de Frangocastelo, 25 km a sul de Arméni e 35 km a sul de Retimno (distâncias por estrada).

## Praia e lagoa de Preveli
A praia e lagoa de Preveli (Λίμνη του Πρέβελη), conhecida localmente como Praia das Palmeiras ou Palm Beach, situa-se abaixo do mosteiro, na desembocadura da garganta de Curtaliótico (também chamada de Asomatos). Há ligações de barco (frequentes no verão) entre a praia e a estância turística vizinha de Plakiás. Atrás da praia há um extenso palmeiral de tamareiras-de-Creta ( Phoenix theophrasti). O conjunto do palmeiral e a garganta de Curtaliótico está classificado oficialmente como "paisagem de beleza excecional" e faz parte da Rede Natura 2000. Em 22 de agosto de 2010 uma parte do palmeiral ardeu, mas menos de um ano depois já havia fortes sinais de regeneração natural.

## Mosteiro de Preveli
O Mosteiro Sagrado Estauropégico e Patriarcal de São João Evangelista (ou Teólogo), conhecido como Mosteiro de Preveli (Μονή Πρέβελη), é composto por dois conjuntos principais de edifícios, um de cada lado de um monte costeiro: o arruinado e abandonado Mosteiro de Baixo de São João Batista (Moni Cato Preveli) e o Mosteiro de Cima (ou "traseiro") de São João Evangelista (Moni Pisso Preveli), atualmente a funcionar. O primeiro situa-se cerca de 3,5 km a nordeste do segundo por estrada. A praia encontra-se 2,5 km a sudeste de Pisso Preveli e 3 km a sul de Cato Preveli. O mosteiro é o local mais sagrado da Santa Diocese de Lambis e Sfakion e juntamente com as suas dependências administram uma vasta área da unidade municipal Foinicas ao longo do vale do rio Grande (Megalos Potamós).
A parte superior contém numerosas relíquias religiosas e ícones e muitos dos seus edifícios sofreram grandes restauros e estaõ abertos ao público. Há também vários monumentos dedicados ao trabalho do mosteiro durante a Segunda Guerra Mundial, muitos deles financiados por antigos soldados australianos que encontraram refúgio no mosteiro durante a guerra. Um desses soldados foi Geoff Edwards, que fundou a localidade costeira de Prevelly, em Margaret River, na Austrália Ocidental. O nome Preveli também é usado por um dos melhores vinhos dessas região.

### Moni Cato Preveli

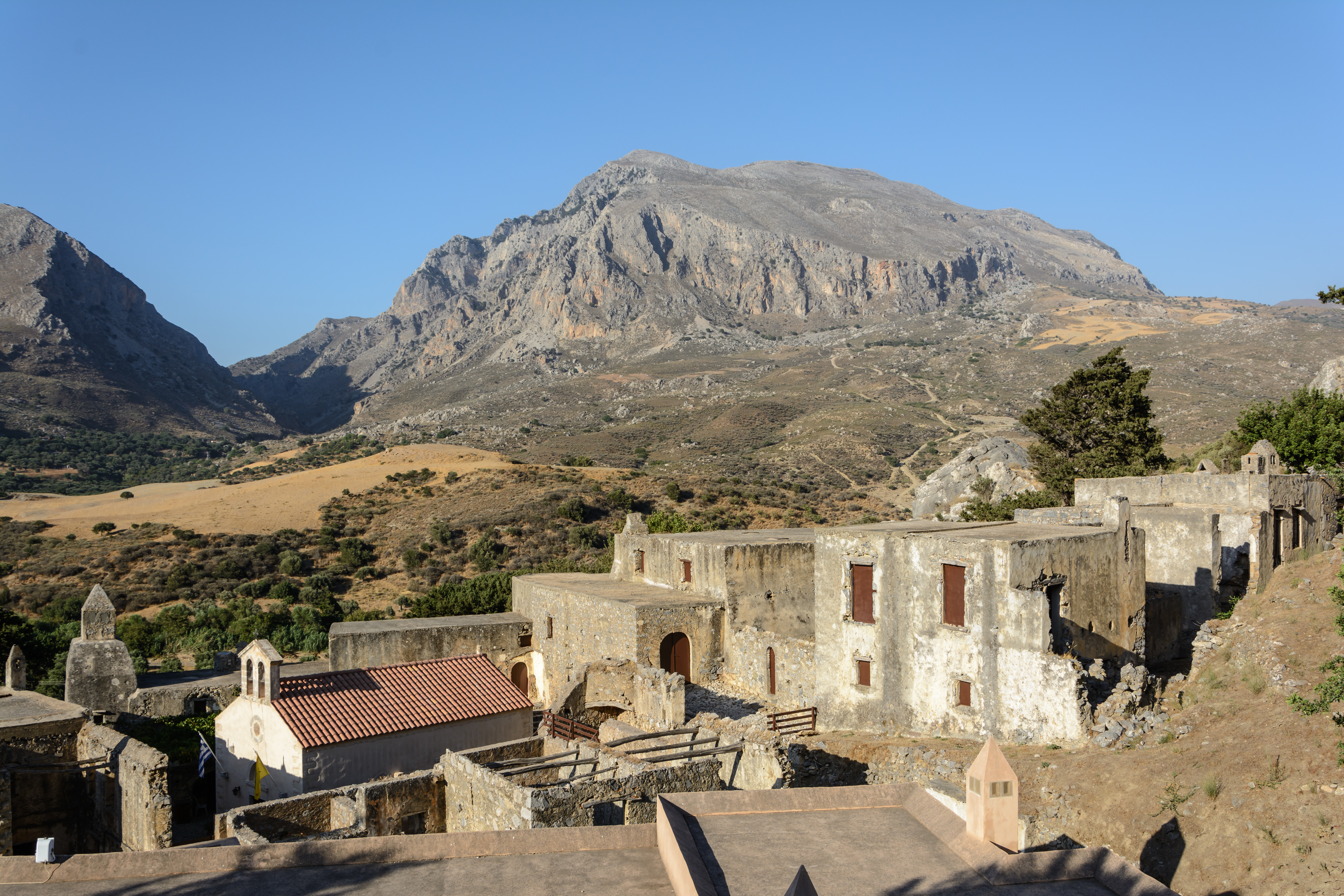
Moni Cato Preveli

Na parte inferior (Mosteiro de Baixo ou Moni Cato Preveli) encontravam-se as instalações agrícolas e era onde residiam principalmente os monges novos e os civis. É um aglomerado irregular de edifícios, em solo duro, com um pátio retangular com a Igreja de São João no centro, como é usual na maior parte dos mosteiros ortodoxos. As principais entradas do complexo são através de arcadas esculpidas situadas num dos lados do pátio. A entrada norte dá para a cozinha, que tem uma enorme chaminé erigida em 1816, na base da qual se encontra um forno. No lado norte há há dois duas divisões com arcadas, cada uma com 26 por 11 metros e 11 metros de altura. Uma das câmaras abrigava gado e na outra funcionava um lagar de azeite. No lado sul há um átrio fechado com seis celas e mais a sul há armazéns e alojamentos de trabalhadores. Perto da entrada sul encontram-se as oficinas dos monges, que incluíam correaria de selas, carpintaria, oficinas de sapateiro,  cestaria e de reparação de ferramentas agrícolas. No aldo oposto às oficinas à um refeitório comprido com uma inscrição ΑΩΔ (1804). Os aposentos do abade encontram-se na parte ocidental do pátio. No piso superior há cinco celas para acomodar os convidados oficiais, situando-se os aposentos dos monges no piso inferior, com celas mais pequenas.
A igreja (Katholikon) no centro do pátio tem uma nave única com um teto em arco. Mede 10,5 por 4,4 metros e tem 6 metros de altura. Na parede ocidental há uma torre com dois sinos uma claraboia decorada. Os ícones e relíquias que foram salvas das várias pilhagens e destruições sofridas pelo mosteiro estão guardadas no museu do Mosteiro Traseiro.

### Moni Pisso Preveli

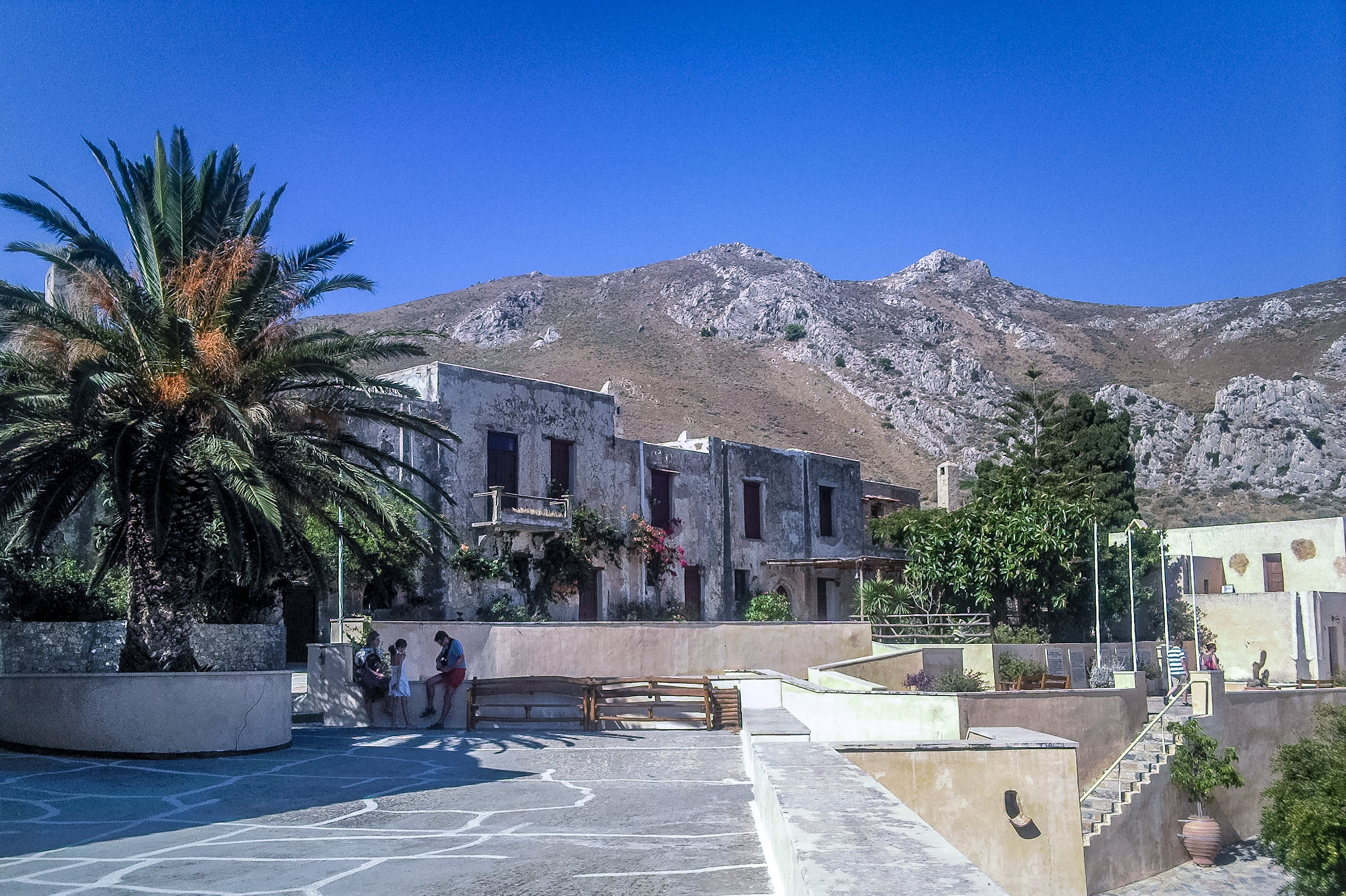
Moni Pisso Preveli

O chamado "Mosteiro Traseiro" ou "de Cima" (Moni Pisso Preveli) situa-se numa zona relativamente plana sobre o mar da Líbia, no sopé de uma montanha. À esquerda da entrada principal encontra-se o pequeno e pitoresco cemitério dos monges, cuja capela, da Santíssima Trindade tem um ossário. A planta do mosteiro é basicamente um Π irregular, com edifícios nas partes ocidental e oriental numa zona plana, com a igreja no centro. Esta área foi tornada plana artificialmente, em parte com aterros que compensam a inclinação natural do terreno e outra parte construindo caves subterrâneas abobadadas. Na extremidade sul do lado ocidental ergue-se o edifício que é usado para as receções oficiais, onde dantes estava instalado o museu. Ao lado dele, em frente à igreja, há um grande edifício de dois andares onde se encontram no rés do chão a antiga sala de receção, sala de jantar, cozinha e despensas. No piso de cima, onde se encontram elementos decorativos neoclássicos simples, há uma sala espaçosa para reuniões oficiais e quartos para acomodar convidados de honra.
O refeitório oficial é uma divisão comprida, abobadada, orientada no sentido leste-oeste, cuja cruz acima da sua entrada em arco tem inscrita a data da construção: 1804. Junto ao refeitório situa-se a antiga hospedaria do mosteiro, que tem saídas diretamente para as montanhas, para facilitar a fuga dos visitantes em caso de perigo. Perto do refeitório á uma área de fornalha, dividida em secções por três arcos ogivais altos. Esta parte é a mais antiga do mosteiro e ali se encontra um forno de cozinha e caixas de madeira para armazenar farinha. A pouca distância no canto noroeste do complexo há um conjunto de edifícios arruinados, onde se situavam as celas das freiras, nas quais viviam religiosas, geralmente familiares dos monges. As celas dos monges situam-se ao longo do lado norte.
O abastecimento de água do mosteiro era feito por uma fontes simples escavada, que ainda é usada e que tem uma inscrição com a data de construção: 1701. Quase em frente à fonte está a entrada de uma divisão comprida que foi usada como estábulo e que recentemente foi convertida no novo museu do mosteiro.

### Igreja

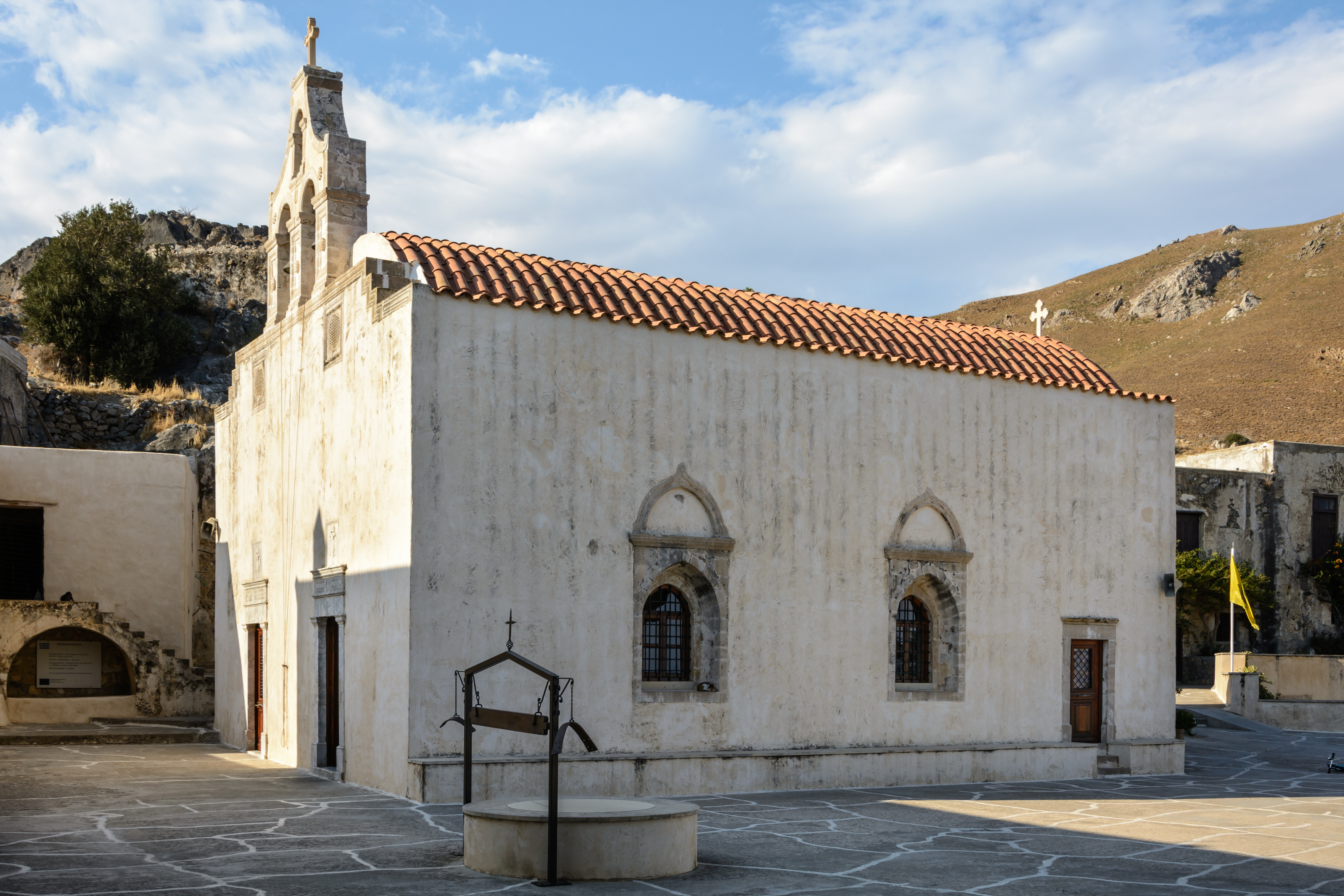
Igreja de Moni Preveli

No centro do pátio ergue-se a igreja, construída ao lado da antiga, que foi demolida em 1835. A construção da nova igreja foi atrasada pelos turcos, mas foi terminada em 1837. É um edifício com duas grandes naves unidas internamente por uma sequência de três arcos, com 13,8 por 10,8 m e 7,8 m de altura. As paredes têm 1,5 metro de espessura em baixo e 1,2 m em cima e são cobertas com reboco simples. Em cada um dos lados há duas janelas com arcos ogivais. Posteriormente à construção, foi adicionada uma porta na parede sul da sala de sacramento. Só o exterior da parede ocidental apresenta elementos arquitetónicos, com uma varanda alta de pedra porosa esculpida, onde se ergue o campanário, com três sinos. Esta fachada ocidental une as duas naves, cujas extremidades dos tetos pode ser vistas atrás de uma cornija de pedra. Os únicos elementos decorativos nessa fachada são as claraboias redondas com lunetas perfuradas e a cornija retangular de pedra. As luxuosas ombreiras de mármore e a águia bicéfala bizantina foram colocadas, segundo uma inscrição, em 1911, quando era abade Neilos Volanakis, substituindo outras muito mais simples de 1835.
O interior da igreja (Katholikon) do mosteiro é particularmente interessante pois permanece intacta, sem quaisquer modificações à parte dos mosaicos decorativos do chão. As naves são separadas por uma série de arcos semicirculares suportados por fortes pilares que têm bases e capitéis simples. As florescências dos arcos apresentam relevos decorativos e no centro de cada arco há um emblema esculpido do qual se podem suspender candeeiros de prata. Junto ao primeiro pilar ergue-se o púlpito em talha dourada, acessível por degraus em madeira em volta do pilar. Uma inscrição informa que o púlpito foi esculpido em 1863 por Dimitrius Ragouzis, o Sikineos, quando era abade Daniel Koufakis em 1863, enquanto o douramento da madeira e a pintura dos ícones foi realizada em 1874, quando era abade Kallinikos Spitadakis. A parte inferior do púlpito é formada por três secções triangulares chanfradas divididas por linhas de estrelas. Cada secção triangular tem decorações florais que rodeiam duas molduras ovais nas quais há retratos pintados dos apóstolos.
Outros elementos importantes são o magnífico trono patriarcal, encostado à parede sul, e as cinco sacrários laterais em madeira esculpida situados junto ao segundo pilar. O ícone de São João Teólogo e outro de São Charalambo com cenas da sua vida são obras do um excelente pintor de nome desconhecido cuja atividade cerca da década de 1830, deixou marcas nas regiões de Sfakiá e Ágios Vasíleios. O chamado "pintor de Sfakiá", repetia com considerável qualidade os modelos da escola cretense tardia. Os ícones da iconóstase são obra de pintores locais em 1840–1841. Durante a Revolução de 1866, os ícones foram escondidos juntamente com as relíquias em cavernas das redondezas para que não fossem destruídos. A construção da iconóstase é uniforme ao longo das duas naves da igreja e constitui um programa iconográfico completo que dá uma certa independência a cada nave. O projeto arquitetónico e a decoração estão ligados à tradição da escola cretense.

## História
Há fortes indícios que o primeiro núcleo do mosteiro foi fundado na área de Cato Preveli durante o segundo período bizantino, na segunda metade do século X ou início do século XI, quando surgiram muitos mosteiros na costa sul de Creta. No entanto, o primeiro registo de Moni Preveli, uma inscrição num dos sinos do mosteiro, é de 1594. Os mosteiro como se conhece hoje foi fundado provavelmente durante  a ocupação de Creta pela República de Veneza, tendo sido o seu fundador um senhor feudal chamado Prevelis. Quando Creta foi conquistada pelo otomanos em 1649, os novos invasores destruíram numerosos edifícios da igreja, entre os quais o Mosteiro de Preveli, que foi depois reconstruído.
O mosteiro foi durante três séculos o principal centro religioso, social e político da região de Ágios Vasíleios e da vizinha Sfakiá, onde a topografia acidentada e os acessos difíceis impediu um controlo efetivo das forças ocupantes e permitiu uma certa tolerância política e alguma autonomia de facto. Os monges de Preveli gozavam de grande prestígio e atuavam como líderes não só religiosos como políticos, contando para isso com a rede de informações e infiltrações da igreja cretense. O mosteiro dava abrigo e cuidava dos rebeldes que sempre foram existindo nas montanhas nunca completamente dominadas do sul de Creta. O mosteiro foi também um centro de artes durante a ocupação otomana, onde artistas locais e estrangeiros pintaram ícones e esculpiram madeira até meados do século XIX, mantendo tradições que remontam à velha escola cretense.

### Participação em revoltas
Em 1770, o abade Efraim tomou parte na rebelião do caudilho sfaquiota Daskalogiannis, tendo sido condenado à morte pelos turcos pelo assassínio de um janízaro, mas acabou por ser perdoado.
Durante a Guerra de Independência Grega, o abade Melchissedek Tsouderos, membro da organização revolucionária Filiki Etaireia, foi a figura de proa dos eventos revolucionários de 1821 em Creta, os quais tiveram origem no mosteiro. Esse intrépido abade organizou, financiou e equipou as primeiras unidades rebeldes que combateram contra os ocupantes otomanos. Como represália, estes destruíram o mosteiro, mas o abade logrou fazer os monges escapar a tempo. Em 25 de maio de 1821, Melchissedek liderou um grupo de rebeldes, que içaram a bandeira grega nos montes acima da aldeia de Rodakino. As forças de Melchissedek, compostas por monges e civis, participaram nas várias batalhas travadas no em Creta Ocidental. O abade acabaria por ser gravemente ferido num combate junto à aldeia de Polemarchi, perto de Císsamos, em 5 de fevereiro de 1823, tendo morrido quando era transportado para a aldeia de Plataniás, onde foi sepultado.
Como noutras ocasiões, o mosteiro recuperou rapidamente da destruição e o sentimento patriótico não esmoreceu nos anos que se seguiram. Em paralelo, como era usual nos mosteiros ortodoxos, desde cedo que existiu uma espécie de escola clandestina, a que a tradição chama "a escola secreta". Desde 1831, por iniciativa de Nicódimo, bispo de Lambis, o Mosteiro de Preveli começou a investir cada vez mais fundos nas escolas da região e nas fundações educacionais em língua grega, sob os auspícios do Patriarcado Ecuménico.
Durante a segunda revolta contra o Império Otomano, em 1866–1869, o mosteiro voltou a cumprir o seu dever patriótico — sob a liderança do abade Agathangelos Papavassiliou encarregou-se do abastecimento do comité revolucionário de Retimno, que tinha a sua base no Mosteiro de Arcádi e participou ativamente nos combates. Um grupo de 14 monges de Preveli, encabeçados pelo monge Athanassios Mariolakis participaram na batalha travada em Akonia, no sopé do monte Vryssinas, acompanhados pela cruz milagrosa de Efraim, levada pelo padre Daniel. O massacre dos monges de Arcádi, ocorrido em novembro de 1866, não intimidou o abade Agathangelos, que continuou a abastecer e a dar abrigo e apoio diário a quase duzentos rebeldes. Em 1867, os rebeldes das aldeias vizinhas e os monges do mosteiro sob o comando do monge Athanassios Mariolakis impediram o exército turco de se infiltrar na região. Finalmente, em 7 de julho de 1867, as tropas de Reşid Paxá, compostas por 8 000 soldados, incendiaram o Mosteiro de Cato Preveli e as suas quintas nas aldeias vizinhas. Pisso Preveli fpoi salvo no último momento e continuou a desempenhar um papel ativo até ao fim da revolta em 1869.
O mosteiro destruído foi novamente reconstruído, renovando-se a Igreja de São João Batista e reconstruindo-se as instalações agrícolas e os alojamentos dos monges. O sucessor de Agathangelos, o abade Abbot Kallinikos I (Spitadakis; 1870–1892) impulsionou a construção de um novo grande lagar de azeite e completou o restauro do mosteiro. Em 1878 estalou outra revolta e novamente o mosteiro esteve envolvido, com o próprio abade na linha da frente. O mosteiro funcionou como quartel-general dos rebeldes e abasteceu-os. Foi nessa altura que o lendário navio Panellinion, comandado pelo capitão Nicolau Soumelis logrou ancorar na foz do rio, em Limni, descarregando armas e abastecimentos destinados aos refugiados. Em resultado desta revolta, os foram feitas várias concessões aos cristãos de Creta.
Entre 1893 e 1916, o abade do mosteiro foi Neilos Volanakis (Neilos II). Durante esse período a escola do Espírito Santo foi elevada a colégio e desde passou a desempenhar um papel ainda mais importante na educação regional. Ainda antes daquilo que se considera o início da revolta de 1897-1898, o mosteiro de Preveli já estava no centro dos acontecimentos, participando em combates e dando refúgio a todos os revoltosos e fugitivos que chegassem a Preveli. Em 10 de abril de 1896 uma força do mosteiro comandada pelo monge e caudilho Manassis Papadakis envolveu-se numa batalha vitoriosa contra os turcos em Sellia, que teve como consequência o incêndio das quintas do mosteiro em Koxare. Manassis e os seus homens também, estiveram envolvidos em combates em Asomatos e Fotinos.
Assumindo que o problema cretense estivesse resolvido, a população da província de Ágios Vasíleios foi convocada para se reunir no mosteiro de Preveli em 25 de agosto de 1896 para expressar a sua gratidão pelo que o mosteiro tinha feito em prol da luta nacionalista. A revolução realmente acabou por trazer a solução final, cuja primeira fase se traduziu na concessão de autonomia tendo o príncipe Jorge da Grécia como alto-comissário.
Durante a Guerras dos Balcãs, em 1912, vários monges estiveram como voluntários nas batalhas travados no Epiro (norte da Grécia, lutando pela libertação daquelas áreas do jugo otomano. Nos anos após a libertação, sobretudo depois da união de Creta com a Grécia em 1913, o mosteiro voltou finalmente a cingir-se às suas funções religiosas e sociais.

### Segunda Guerra Mundial
A invasão alemã de Creta em maio de 1941, conhecida como a batalha de Creta enfrentou uma forte oposição das tropas ANZAC e gregas, além da própria população. Fiel à sua tradição de resistência aos invasores, o mosteiro organizou um abastecimento diário do exército aliado e dos locais durante os combates em Perivolia, nos arredores de Retimno. A perda do aeródromo de Maleme, perto de Chania, e o avanço dos alemães em toda a ilha obrigou os aliados a evacuarem para o Médio Oriente as suas tropas e o que restava do exército grego. No entanto, a evacuação foi desastrosa, tendo deixado para trás muitos soldados australianos e neozelandeses, que não tinham forma de fugir. Apesar dos ocupantes terem ameaçado com severas represálias contra a população se as tropas aliadas fossem ajudadas, o mosteiro de Preveli e as aldeias vizinhas tornaram-se um refúgio seguro e um local de onde podiam esperar sair da ilha. Os monges e as gentes locais organizaram-se em grupos para guardar a região e tratarem e protegerem os soldados, que foram dispersos por esconderijos só conhecidos dos locais, onde os alemães não os conseguiam encontrar mesmo com as constantes buscas. Foi constituído um comité secreto com os habitantes das aldeias em volta, presidida pelo abade Agathangelos Lagouvardos, para organizar a segurança dos soldados e fazer face às despesas envolvidas; o comité funcionou até ao fim da ocupação alemã da Grécia.
Um grupo de soldados australianos conseguiu entrar em contacto com um submarino britânico e lograram fugir para o Médio Oriente em circunstâncias que se tornaram lendárias. Foram organizadas duas missões de submarinos em Limni, mas a segunda não passou despercebida aos alemães que responderam com represálias violentas. O abade foi forçado a desaparecer e o mosteiro de Cato Preveli foi severamente danificado. Só não ocorreu um massacre porque os monges aperceberam-se da aproximação das tropas alemãs e evacuaram o local rapidamente. Os alemães pilharam todos os mantimentos e gado, que levaram para Retimno, além de destruírem a roupa dos monges, barris de vinho, talhas onde era guardado azeite, ferramentas, loiça de cozinha, quartos e alojamentos para peregrinos e dos monges.
Alguns dos soldados alemães foram seguidamente para a outra parte do mosteiro, onde encerraram os monges numa cela sujeitando-os a grande pressão. Também ali houve pilhagens de vários bens, mantimentos e também a muito reverenciada Cruz de Efraim Prevelis, a relíquia mais preciosa da igreja de Pissos Preveli. A cruz foi mais tarde recuperada em circunstâncias descritas como "quase milagrosas".
Alguns dias mais tarde, três oficiais alemães foram ao mosteiro, onde submeteram os monges a um duro interrogatório. Os monges foram presos e enviados para a prisão de Firka, sob a acusação de posse ilegal de armas, um rádio e de terem abastecido e apoiado fugitivos britânicos e gregos perseguidos pelos ocupantes. Os monges acabariam por ser libertados pouco depois graças à intervenção enérgica do bispo de Cidónia e Apocórona, Agathangelos Xirouhakis, junto das autoridades alemãs. Quando voltaram encontraram o mosteiro quase completamente devastado e iniciaram imediatamente os trabalhos de reconstrução, apoiados pelas população local e outros mosteiros de Creta. O mosteiro de Preveli foi administrado por uma comissão provisória então constituída, que funcionou até ao fim da guerra. A situação na região continuou perigosa devido à vigilância crescente dos alemães, que contudo não impediu os intrépidos monges de continuarem a cuidar dos soldados aliados escondidos na região e de atuarem como informadores e apoiantes dos andartes (guerrilheiros) do Movimento de Resistência Nacional cujas atividades decorriam sobretudo nas montanhas vizinhas de Preveli.
Entretanto, o abade Agathangelos juntou-se ao exército grego no Médio Oriente como capelão, onde se distinguiu pelas suas atividades. Morreu subitamente depois da libertação de Creta, dois dias antes do dia marcado para voltar à Grécia. A seguir à libertação de Creta, foi constituído o chamado "Regimento de Gialias", uma milícia com gente local, , financiada pelo mosteiro e encarregada de manter a ordem. A atuação heroica do mosteiro e do seu abade na luta contra os alemães foi amplamente reconhecido, tanto pelos beneficiários diretos, como os soldados aliados que não foram evacuados de Creta, como pelos governos das potências aliadas.